# Plectroscapus bimaculatus
Plectroscapus bimaculatus – gatunek chrząszcza z rodziny kózkowatych i podrodziny zgrzypikowych. Jedyny przedstawiciel rodzaju Plectroscapus.

## Zasięg występowania
Afryka Zachodnia, występuje w Nigerii oraz Kamerunie.